# Кубжа
Ку́бжа (устар. Кобжа) — река в Московской области России, левый приток Дубны.
Длина реки составляет 14 км, по другим данным — 17 км. Берёт начало к северу от села Константиново, впадает в Дубну в 93 км от её устья, у деревни Окаёмово. От истока к устью вдоль реки расположены населённые пункты Филипповское, Судниково, Окаёмово.
По данным Государственного водного реестра России, относится к Верхневолжскому бассейновому округу. Речной бассейн — (Верхняя) Волга до Куйбышевского водохранилища (без бассейна Оки), речной подбассейн — бассейны притоков (Верхней) Волги до Рыбинского водохранилища, водохозяйственный участок — Волга от Иваньковского гидроузла до Угличского гидроузла (Угличское водохранилище).